# Kolonia Rszew
Kolonia Rszew (w latach 1920. Kolonia Okupniki; w latach 1970. Rszew) – dawniej samodzielna miejscowość, od 1988 część miasta Konstantynowa Łódzkiego w województwie łódzkim, w powiecie pabianickim. Leży w północnej części Konstantynowa, w rejonie ulicy Zgierskiej.

## Historia
Dawniej kolonia Okupniki związana z folwarkiem Rszew. Od 1867 w gminie Rszew. W okresie międzywojennym należała do powiatu łódzkiego w woj. łódzkim. 1 kwietnia 1927 zniesiono gminę Rszew, a Kolonię Okupniki włączono do gminy Rąbień. 1 września 1933 weszła w skład nowo utworzonej gromady Rszew w granicach gminy Rąbień, składającej się z folwarku Rszew i kolonii Rszew (odtąd nazwa Rszew). Podczas II wojny światowej włączona do III Rzeszy.
Po wojnie miejscowość powróciła do powiatu łódzkiego woj. łódzkim, lecz już jako składowa gromady Niesięcin (gromadę Rszew zniesiono), jednej z 10 gromad gminy Rąbień. W związku z reorganizacją administracji wiejskiej jesienią 1954, dotychczasowa gromada Niesięcin weszła w skład nowej gromady Rąbień. 
W kolejnych latach kolonię Rszew odłączono od byłego folwarku Rszew, który ustanowił odrębną miejscowość o nazwie Rszew PGR, natomiast Kolonia Rszew (nazywana odtąd po prostu Rszewem), ustanowiła wraz z Niesięcinem, Rszewkiem oraz nową miejscowością Rszew-Legionowo odrębny zepół miejscowości o nazwie Niesięcin. W 1971 roku ludność zepołu miejscowości Niesięcin wynosiła 418, natomiast miejscowość Rszew PGR liczyła 122 mieszkańców.
Od 1 stycznia 1973 w gminie Aleksandrów Łódzki jako część sołectwa Niesięcin. W latach 1975–1987 miejscowość należała administracyjnie do województwa łódzkiego.
1 stycznia 1988 Kolonię Rszew (108 ha) włączono do Konstantynowa Łódzkiego.

## Nazewnictwo
Nazwę Rszew wykorzystywano w różnych okresach dla różnych miejscowości w skupieniu rszewskim. Historycznie Rszewm nazywano zarówno folwark Rszew jak i wieś Rszew (obecny Rszewek); wyróżnikiem był różny charakter osadniczy obu miejscowości. Po przemianowaniu w latach 1970. byłego folwarku Rszew na Rszew PGR (i odłączeniu go od kolonii Rszew), Rszewem przejściowo nazywano  właśnie Kolonię Rszew.
W granicach Konstantynowa znajduje się także nowe skupienie osadnicze o nazwie Rszew-Legionowo.